# گمینا دنبنو (استان لهستان کوچک‌تر)
گمینا دنبنو (استان لهستان کوچک‌تر) (به لهستانی:  Gmina Dębno) یک گمینا در لهستان است که در شهرستان بژسکو واقع شده‌است. گمینا دنبنو ۸۱٫۵۱ کیلومتر مربع مساحت و ۱۳٬۹۶۵ نفر جمعیت دارد.